# Minimal art

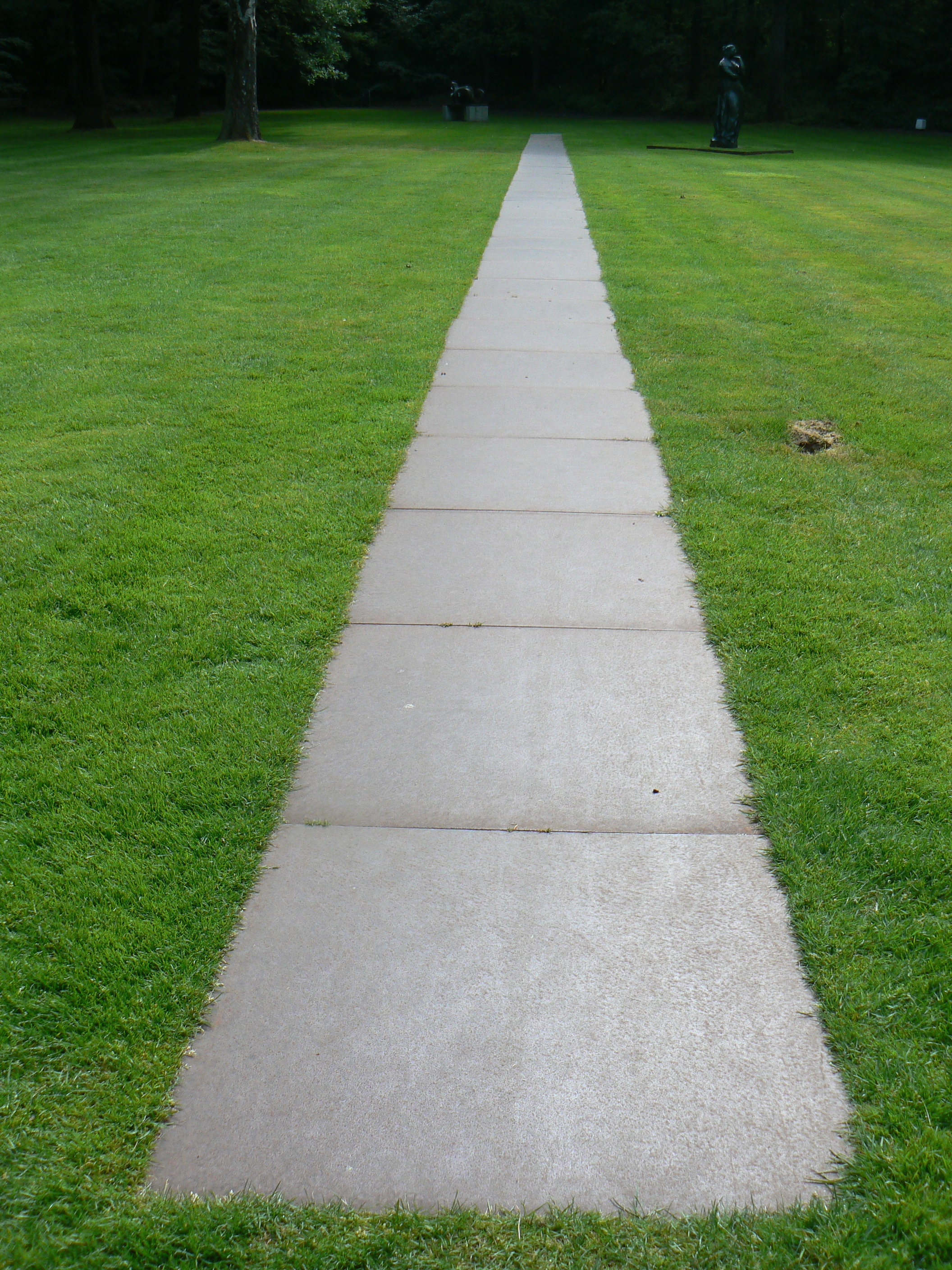
Carl Andre: 43 Roaring forty (1968), beeldenpark van het Kröller-Müller Museum, Otterlo

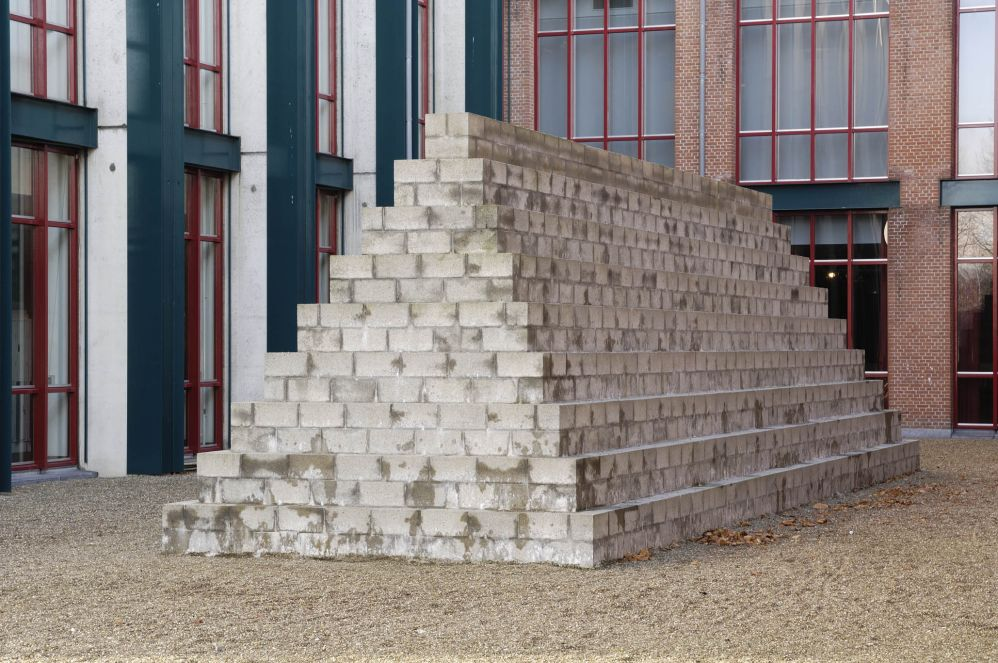
Sol LeWitt: Long Pyramid (1994), Bonnefantenmuseum, Maastricht

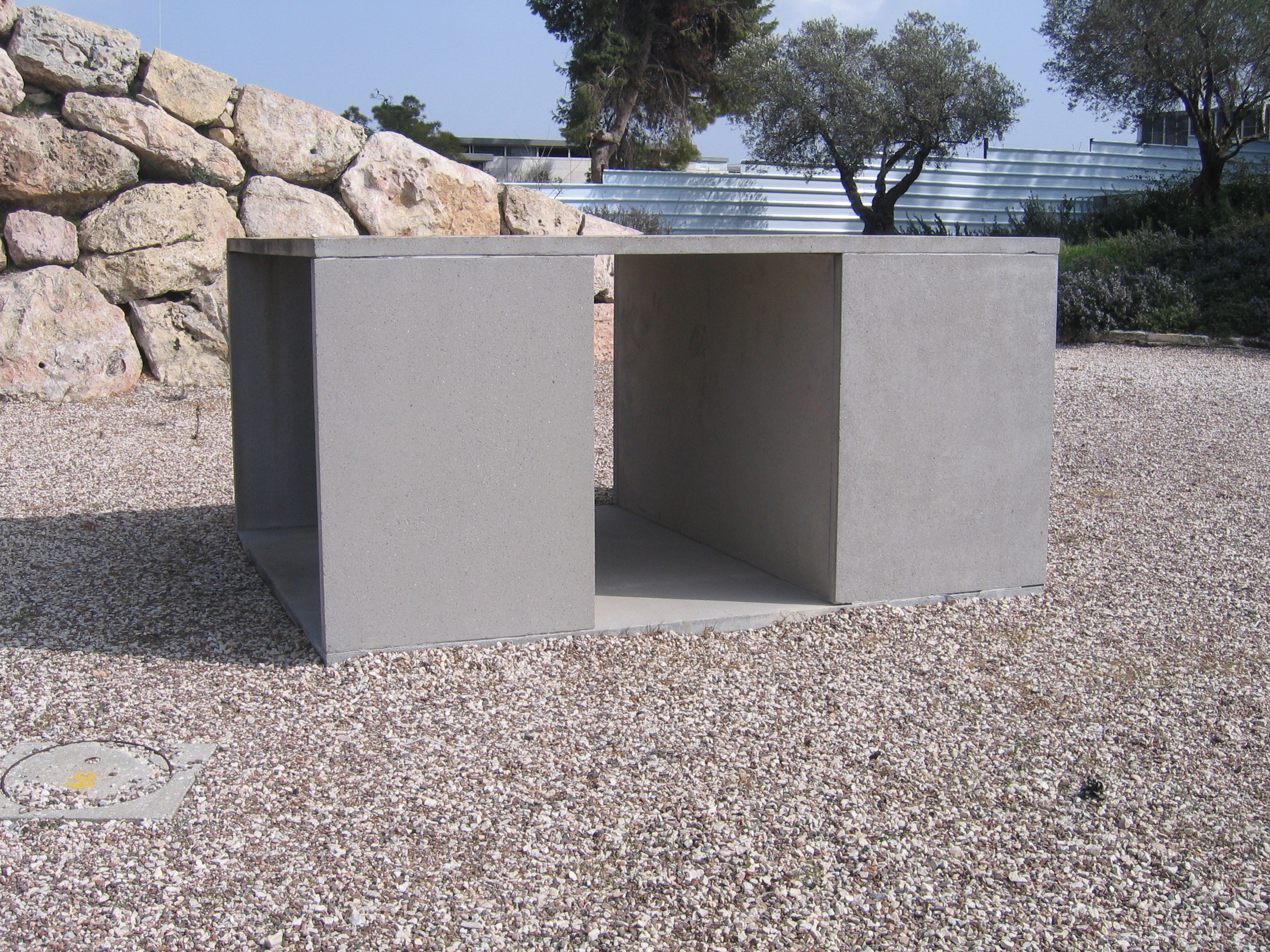
Donald Judd: Untitled (1988/91), Billy Rose Art Garden, Jeruzalem

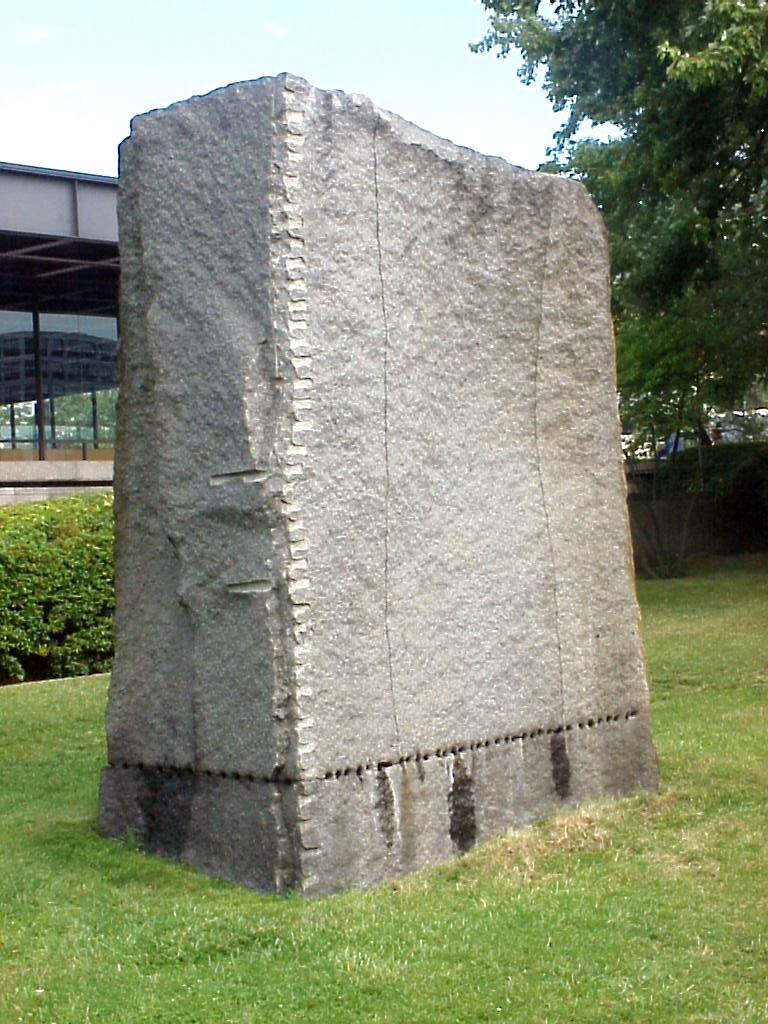
Ulrich Rückriem: Granit gespalten (1985) Neue Nationalgalerie, Berlijn

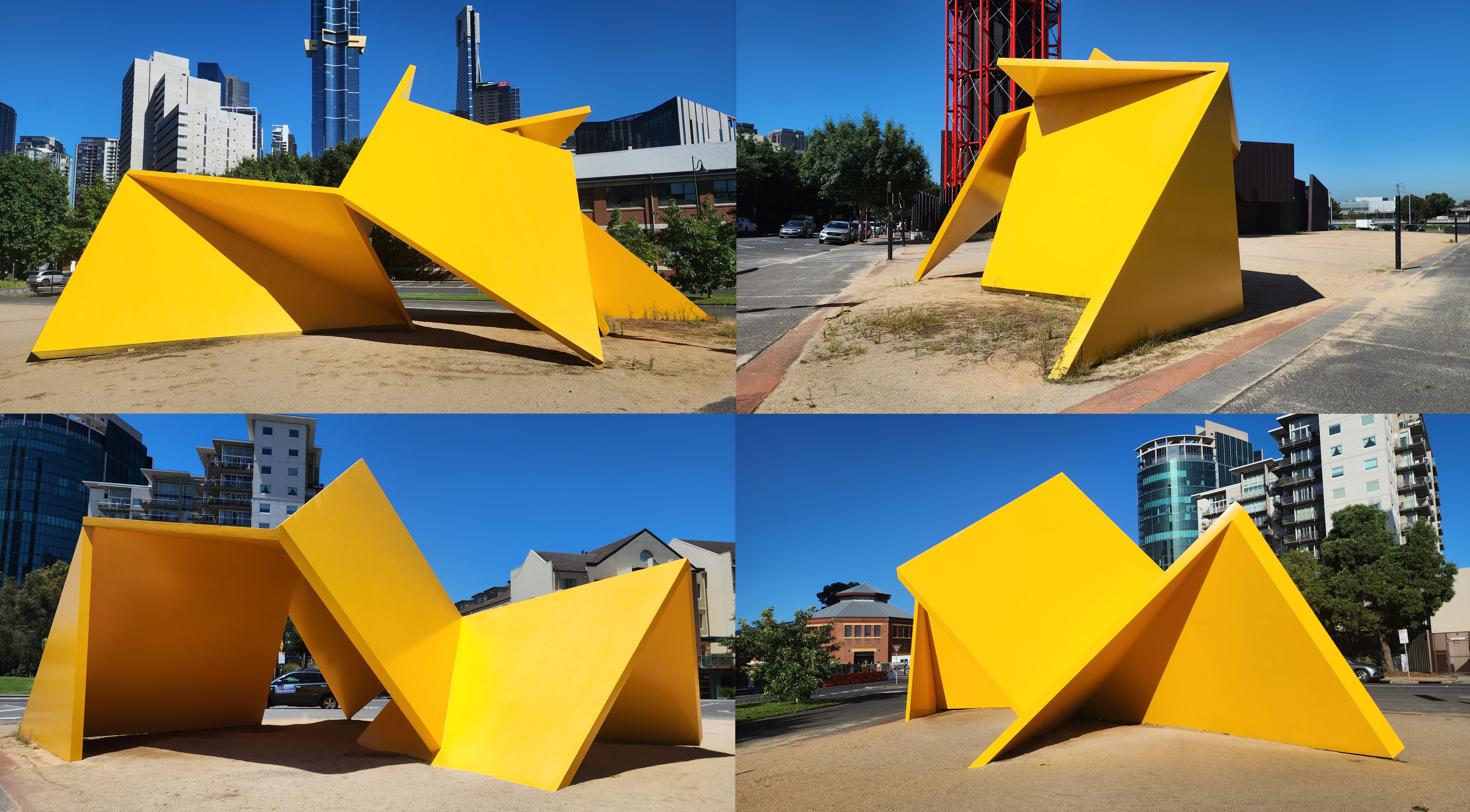
Ron Robertson-Swann: Vault (1980), Melbourne

Minimal art of minimalisme is een stroming in de beeldende kunst die zich het eerst in de Verenigde Staten manifesteerde en van daaruit vanaf de jaren 1960 in Europa geïntroduceerd werd. De stroming heeft verwantschap met de fundamentele kunst en was een reactie op het voordien in de VS hoogtij vierende abstract expressionisme.

## Kenmerken
Minimal art bediende zich van simpele, eventueel gevonden materialen. Belangrijk was om met zo eenvoudig mogelijke middelen een relatie aan te gaan met de omgeving. De spanning, die zou ontstaan door het creëren van een tegenstelling met de omgeving, was daarbij van belang.
Zo  componeerde Carl Andre in 1968 een kunstwerk door naar een bouwterrein te wandelen en daar een aantal oude elektriciteitssnoeren mee te nemen om die vervolgens op de vloer van de expositiezaal van het Gemeentemuseum van Den Haag neer te leggen. 
De stroming werd wereldwijd nagevolgd. In Italië ontstond snel daarna een stroming die men de arte povera noemde.

## Kunstenaars minimal art
Bekend als vertegenwoordigers van de minimal art zijn:
- Carl Andre
- Alan Charlton
- Mary Corse
- Hanne Darboven
- Dan Flavin
- Eva Hesse
- Donald Judd
- Dani Karavan

- Yves Klein
- Bob Law
- Sol LeWitt
- Richard Long
- Robert Mangold
- Agnes Martin
- Kazuko Miyamoto
- Robert Moris

- James Reineking
- Ad Reinhardt
- Ulrich Rückriem
- Richard Serra
- Frank Stella
- Micha Ullman
- Lee Ufan

### Nederland
Enno Develing organiseerde de eerste tentoonstelling van minimal art in 1968 in het Gemeentemuseum Den Haag. 
In Nederland is Jan Schoonhoven een vertegenwoordiger te noemen met verwante mentaliteit. Schoonhoven was lid van de Nederlandse Informele Groep en de Nederlandse Nul-beweging. Hij verwierf faam met zijn, veelal witte, reliëfs van papier-maché.
De in Nederland woonachtige Britse kunstenaar Keith Milow kan gerekend worden tot het postminimalisme.